# Квак родригійський
Квак родригійський (Nycticorax megacephalus) — вимерлий вид птахів родини чаплевих (Ardeidae).

## Поширення та вимирання
Вид був ендеміком острова Родригес в Індійському океані. Його описували у своїх звітах Франсуа Легуа у 1708 році та Жульєн Таффоре у 1726 році. Також вид відомий за субфосильними рештками. На птаха активно полювали, що стало причиною його вимирання. Вид зник у середині 18 століття. Згідно зі звітом Александра Гі Пенгре у 1761 році птах більше не траплявся на острові.